# Max Gerchambeau
Max Gerchambeau, né le 20 août 1935 à Berlin et mort le 23 décembre 2021 à Paris, est un auteur français de jeux de société.

## Ludographie succincte

### Seul auteur
- Yami, ????, Grimaud
- Les Grands Amiraux, 1970, Capiépa
- Drakkar, 1980, Jeux Robert Laffont
- Les 7 sages, 1980, Jeux Robert Laffont
- Struggle[pas clair], 1980, Miro
- Take Five, 1981, Jeux Robert Laffont
- Master Bénédictine, 1982, Bénédictine Game Club
- L'As des As (ou Shamrock), 1983, Dujardin (ou Interlude Ceji)
- Le Royaume des 5 Couronnes, 1987, Habourdin
- Monte Carlo Gamble, 1989, Ducale
- Argotics, 1995, Jeux Spear / Mattel
- Plopp, 1999, Haba
- Kingdom, 2000, Dujardin
- Calypso, 2005, Ferti
- Clann, 2005, à fabriquer
- Carrousel, 2006, Asmodée

### Avec Véronique Debroise
- Cric Crac Croc, 2001, Sentosphère

### AvecPhilippe Gloaguen
- Le Jeu du routard, 1989, Dujardin